# کونوتوپ
کونوتوپ (اوکراینی: Конотоп [konoˈtoˑp] ()) شهری در استان سومی در کشور اوکراین است. جمعیت این شهر ۸۴,۷۸۷ نفر (۲۰۲۱ تخمینی) است.

## نگارخانه

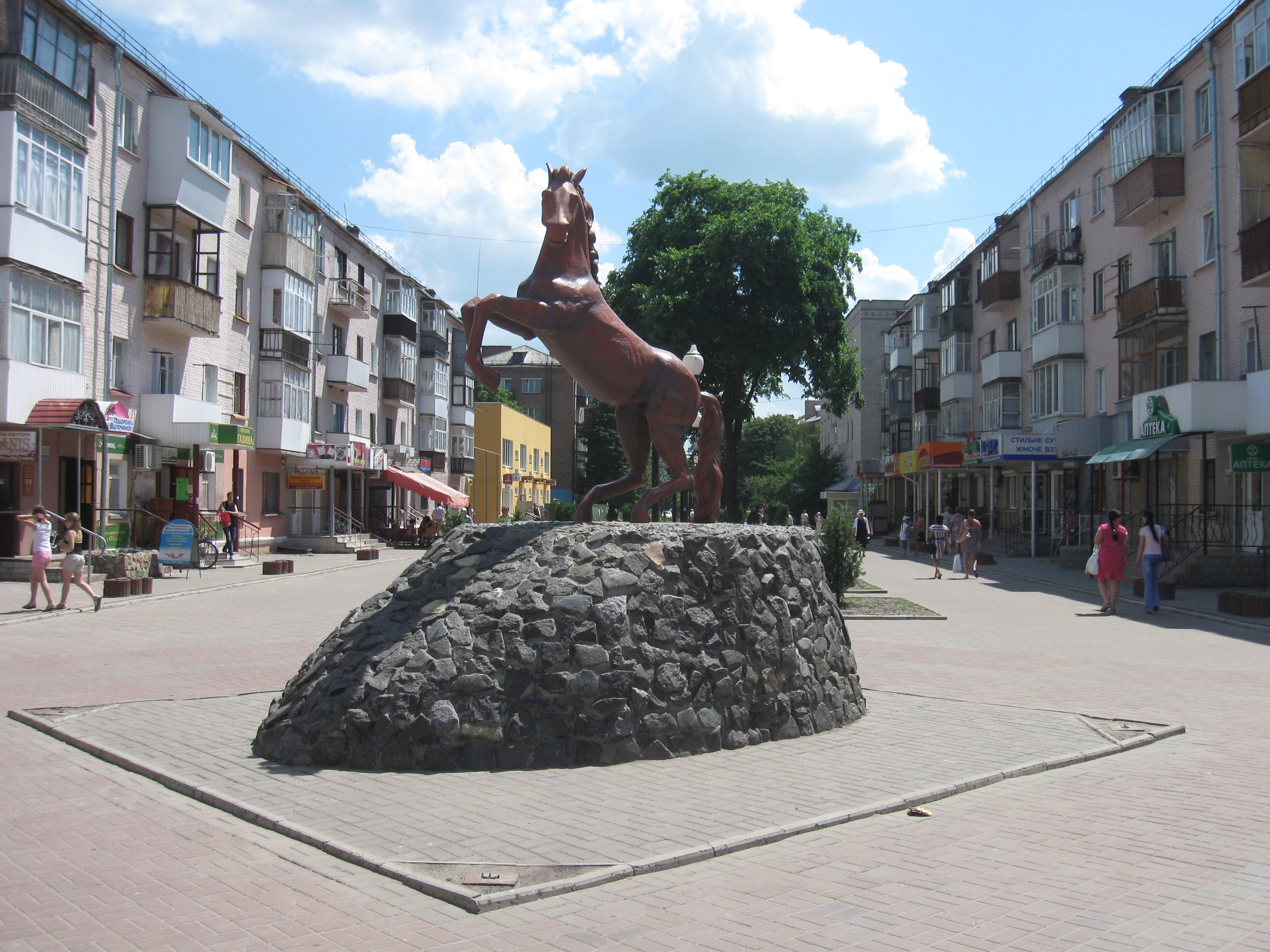
Horse statue in the downtown
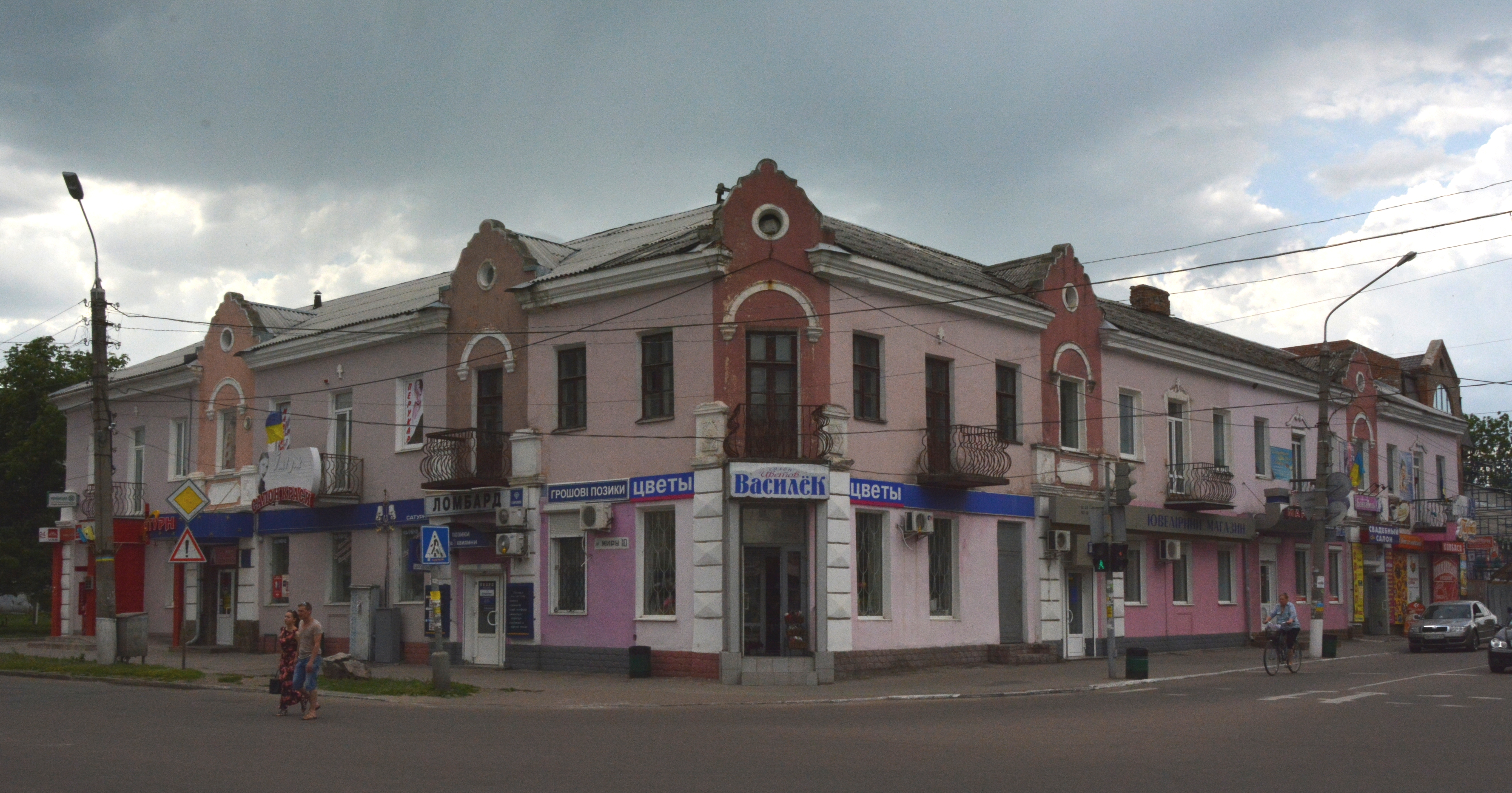
Old town
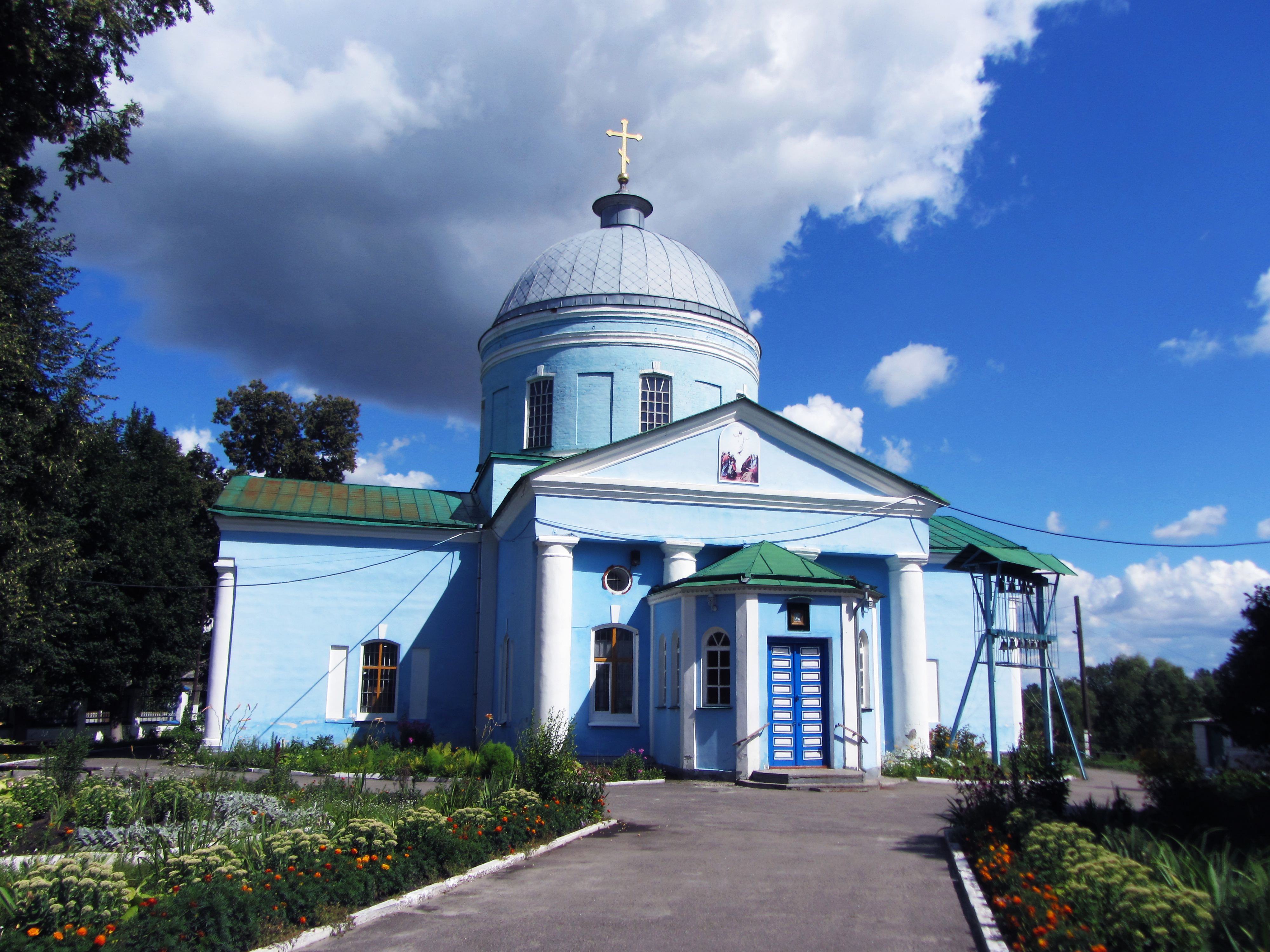
Ascension Church
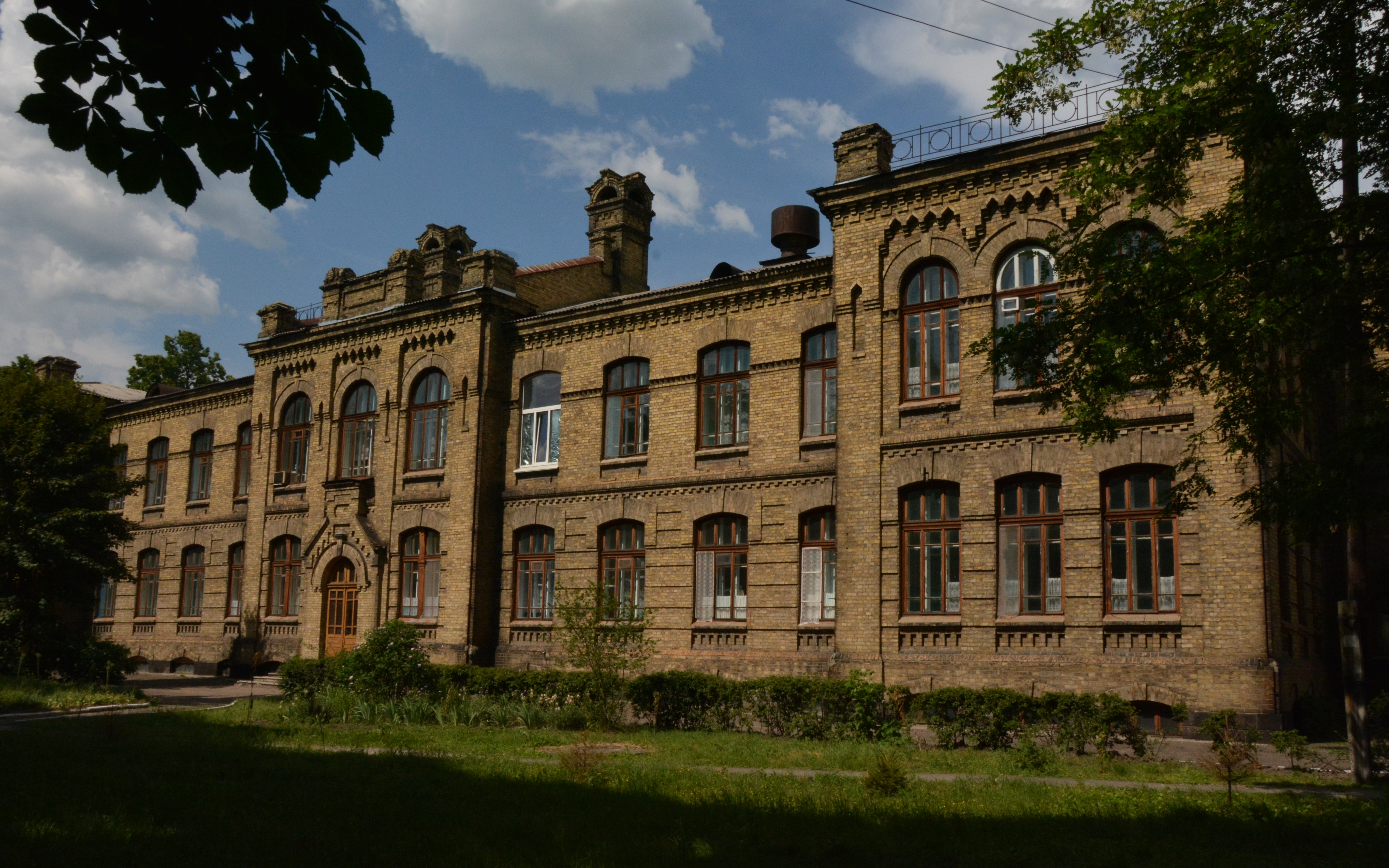
Konotop Railway Hospital
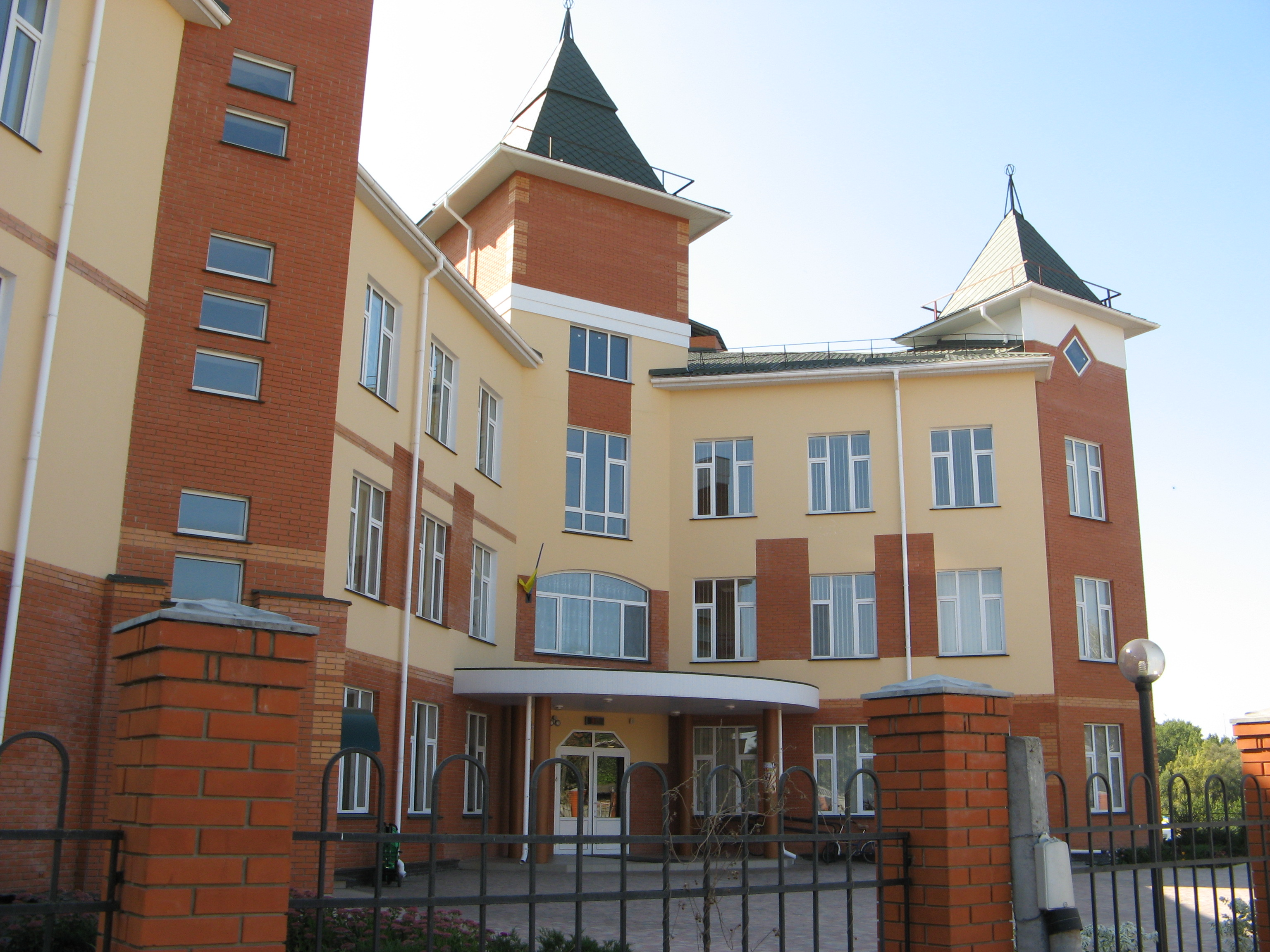
School in Konotop
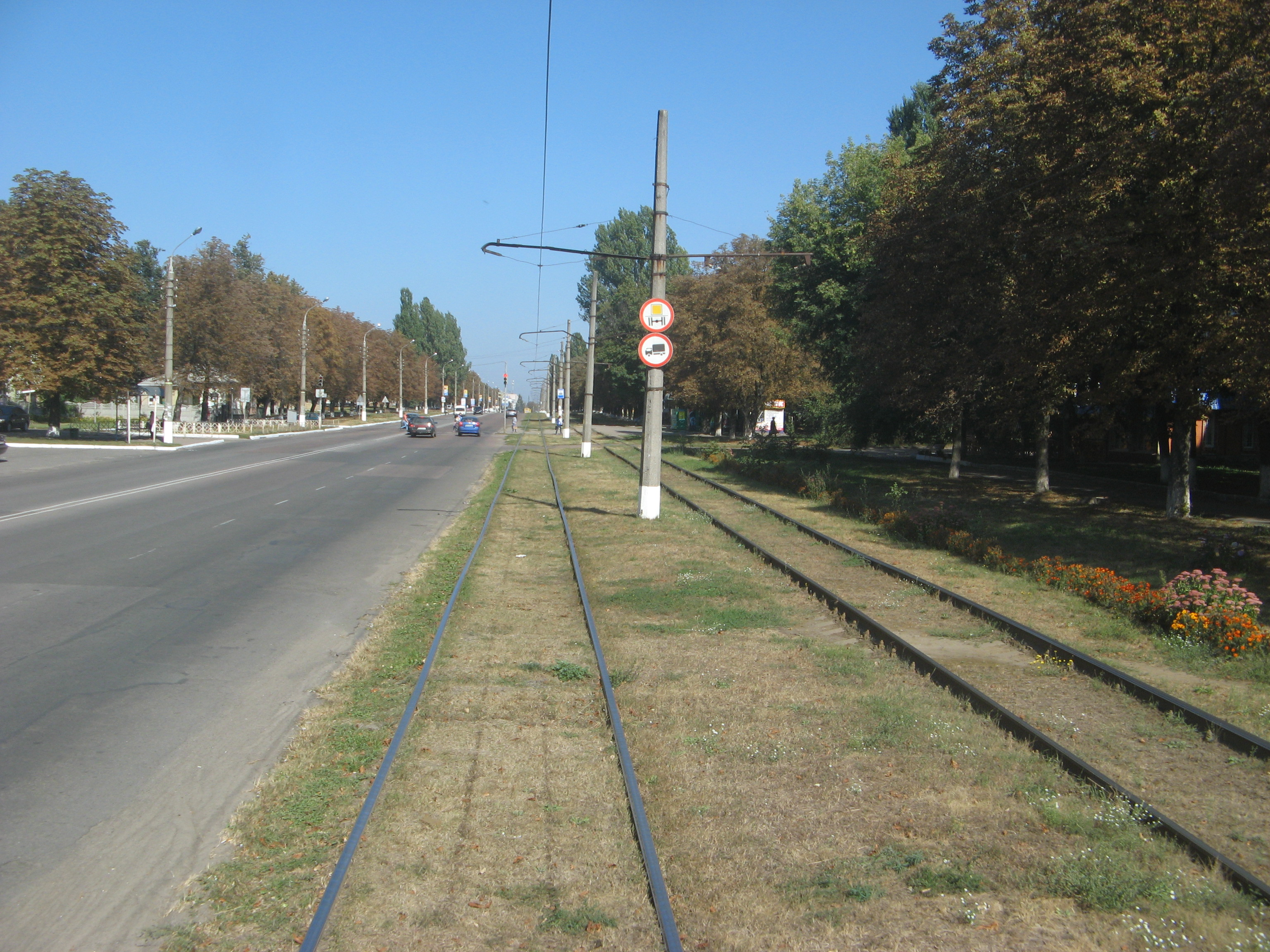
Konotop tram line